# Children of the Future (álbum)
Children of the future es el primer disco de la banda americana Steve Miller Band, lanzado en 1968.

## Estilo
El estilo es una mezcla de blues y rock psicodélico que refleja el ambiente del resurgimiento del blues británico, no sorprendente debido a que el álbum fue grabado en Londres. La revista Rolling Stone describió la cara A del álbum como constituida como el álbum de The Beatles, Sgt Pepper. Muchas de las canciones del álbum fueron escritan entre los años 1966-68, mientras Steve Miller trabajaba en un estudio de música de Texas. "Baby's callin' me home" fue escrita por Boz Scaggs, que más tarde saltó a la fama por su cuenta.

## Listado de canciones
1. "Children of the Future" (Steve Miller) – 2:59
2. "Pushed Me to It" (Miller) – 0:38
3. "You've Got the Power" (Miller) – 0:53
4. "In My First Mind" (Miller, Jim Peterman) – 7:35
5. "The Beauty of Time Is That It's Snowing" (Miller) – 5:17
6. "Baby's Callin' Me Home" (Boz Scaggs) – 3:16
7. "Steppin' Stone" (Scaggs) – 3:09
8. "Roll with It" (Miller) – 2:30
9. "Junior Saw It Happen" (Jim Pulte) – 2:30
10. "Fanny Mae" (Buster Brown) – 3:09
11. "Key to the Highway" (Big Bill Broonzy, Charlie Segar) – 6:18

## Músicos
- Steve Miller – guitarra, armónica, voz
- Boz Scaggs – guitarra, coros, voces en "Baby's Calling Me Home" y "Steppin' Stone"
- Lonnie Turner – bajo, coros
- Jim Peterman – teclado, coros
- Tim Davis – batería, coros, voz en "Junior Saw It Happen" y "Fannie Mae"